# Step up, Love Story
Pour les articles homonymes, voir Love Story.
Step Up Love Story (ふたりエッチ, Futari ecchi, litt. L'indécent à deux) est un manga à tendance ecchi de Katsu Aki. Le titre est un jeu de mots sur l'expression Hitori ecchi (一人エッチ), qui signifie « L'indécent, seul » (c'est-à-dire la masturbation). Ce manga est prépublié dans le magazine Young Animal, et édité aux éditions Hakusensha au Japon. La version française est publiée aux éditions Pika jusqu'au 50e tome (interdite aux moins de 15 ans puis 16 ans).
Quatre histoires ont été adaptées en deux séries de deux OAV licenciés pour la France par Kazé, sortis en juin 2007.

## Résumé de l'histoire
Cette série raconte sous forme de plusieurs petits épisodes les expériences d'un jeune couple de Japonais, Makoto et Yura Onoda, qui ont fait un mariage arrangé. Âgés tous deux de 25 ans, ils sont encore vierges, mais par leurs discussions avec leurs amis, ils vont découvrir (et expérimenter) les différentes pratiques sexuelles de leur pays.
C'est une vision décomplexée et humoristique qui est proposée avec de nombreux comiques de situation.
Ponctuée de statistiques sur la vie sexuelle en général, la version française propose à la fin de chaque numéro les chiffres équivalents pour la France. Cela confère à ce manga quelques nuances didactiques en ce qui concerne les statistiques précédemment signalées. On ne peut donc pas le qualifier de ecchi à part entière.

## Personnages
- Makoto Onoda (小野田 真, Onoda Makoto?) : Le mari du couple. Âgé de 25 ans au début du manga, il travaille comme représentant commercial pour une entreprise de cosmétiques. Maladroit et naïf, il était encore vierge quand il s'est marié à Yura. Dans sa vie, il a souffert d'éjaculation précoce, d'impuissance et d'anéjaculation.

- Yura Onoda (小野田 優良, Onoda Yūra?) : L'épouse du couple. Âgée également de 25 ans au début du manga, elle travaillait dans une agence de voyages jusqu'à son mariage, pour devenir femme au foyer. Très timide et réservée, elle était vierge à son mariage. Au fur et à mesure, elle a appris à se détendre et à se laisser aller dans quelques expériences avec son mari.

- Rika Kawada (河田 梨香, Kawada Rika?) : La petite sœur de Yura, âgée de 20 ans. Elle est l'opposée complète de sa sœur aînée : délurée, parlant ouvertement de sexe, elle a un petit ami, Yamada, mais également 3 amants, sans compter quelques aventures. C'est souvent vers elle que Yura, et occasionnellement Makoto, se tournent pour parler des problèmes intimes de leur couple.

- Akira Onoda (小野田 明, Onoda Akira?) : Le frère aîné de Makoto, âgé de 28 ans. Avocat, il est également très calé dans tout ce qui concerne le sexe et les techniques pour jouir intensément d'un rapport sexuel (il se fait d'ailleurs appeler "Maître du sexe"). Sa femme, Sanae, 26 ans, donne parfois quelques conseils à Yura pour qu'elle profite de sa vie sexuelle.

- Jun Onoda (小野田 淳, Onoda Jun?) : La petite sœur de Makoto et Akira, âgée de 18 ans. Le manga montre également son apprentissage du sexe, à travers les relations tumultueuses qu'elle a eu : d'abord avec son petit ami Inoue, avec qui elle a perdu sa virginité, puis trois autres hommes avec qui elle n'a eu que des rapports physiques (le dernier était un homme marié de 42 ans). Finalement, elle retrouve Inoue et ils finissent par se remettre en couple.

- Yamada Taku : Le petit ami « officiel » de Rika, 20 ans également. Ne pensant qu'au sexe, il ne rend visite à Rika quasiment que pour faire l'amour avec elle, ce qui ne l'empêche pas d'aller voir ailleurs régulièrement.

- Kyoko Omiya : La cousine de Makoto, Akira et Jun. Âgée de 30 ans, gynécologue, célibataire. Elle cherche à cacher à tout le monde qu'elle est encore vierge, en posant des questions sur le sexe sous prétexte d'une étude scientifique (alors qu'il ne s'agit que de curiosité personnelle). Elle sortira avec Matsuzaki, l'imaginant experte en sexe.

- Megumi Yamaguchi : 26 ans, mariée puis divorcée. Une amie de Yura.

- Kanako Oomura : 24 ans, célibataire. Une amie de Yura.

- Takeshi et Mika Yabuki : Les voisins de palier de Makoto et Yura. Âgés de 36 et 28 ans respectivement, ils emménagent dans leur appartement peu de temps après les héros. On découvre que cela fait un an qu'ils n'ont pas eu de relations sexuelles. Après s'être confié à Makoto, celui-ci explique à Mika que son mari a peut-être des troubles de l'érection, ce qui s'avérera être le cas. Takeshi se fera alors prescrire du Viagra, et peu de temps après, Mika tombe enceinte, ce qui les pousse à déménager.

## Accueil
Ce manga, dès sa sortie, fut très vite apprécié pour la maturité dont il fait preuve à aborder des thèmes tabous tels que les problèmes sexuels et les relations sexuelles. D'ailleurs, son auteur, Katsu Aki, ne le considère pas comme un simple manga érotique mais plutôt une réflexion sur l'érotisme.
En décembre 2016, le tirage total de l'oeuvre s'élève à 26 millions d'exemplaires.

## OAV

### Première série
1. Hitori Ecchi - Futari Ecchi
2. Kiss - Kiss - Kiss

### Deuxième série
1. White Lovers
2. Yura in costume

### Voix japonaises
- Tomoko Kawakami : Yura Onoda
- Yuji Ueda : Makoto Onoda
- Naoko Takano : Rika Kawada
- Yū Asakawa : Miyuki Kikuchi
- Kappei Yamaguchi : Yamada Taku, petit ami de Rika
- Yumi Takada : Makie Sugiyama